# Sénat (Bahamas)
Pour les autres articles nationaux ou selon les autres juridictions, voir Sénat.
14e législature
Bâtiment du Parlement
Le Sénat (en anglais : Senate) est la chambre haute du parlement bicaméral des Bahamas.

## Composition
Le Sénat est composé de 16 sénateurs nommés pour cinq ans par le gouverneur général, représentant du monarque des Bahamas.  
La composition politique du Sénat doit refléter celle de l'Assemblée des Bahamas au même moment :
- 9 sénateurs sont proposés par le Premier ministre ;
- 4 par le chef de l'opposition ;
- 3 par le Premier ministre après consultation avec le chef de l'opposition[2].

## Conditions
Les sénateurs doivent avoir au moins 30 ans et une obligation de résidence minimale d'un an précédant immédiatement le dépôt de candidature.
Inéligibilité : 
- faillite non réhabilitée ;
- maladie mentale ;
- allégeance à un État étranger ;
- fraude électorale ;
- crime ;
- condamnation à mort.

Incompatibilités : 
- juges ;
- fonctionnaires (plus de trois mois) ;
- forces armées de la Couronne ;
- membres du secrétariat personnel du Gouvernement ;
- employés au ministère du tourisme.

Les membres du Gouvernement, ministres ou secrétaires parlementaires (secrétaires d'État) sont nommés par le Gouverneur général parmi les sénateurs et les membres de la Chambre d'assemblée (trois des ministres au plus sont sénateurs si l'Attorney général l'est aussi, deux sinon).
Le Président et le Vice-président de chacune des deux assemblées ne peuvent être ni ministre, ni secrétaire d'État.
La validité de l'élection est contrôlée par la Cour suprême.

## Présidence
- Présidente : Lashell Adderley
- Greffier du parlement : David Forbes[3]